# Les Victoires

Les Victoires est le nom de la quatrième symphonie du compositeur néerlandais Matthijs Vermeulen, composée en 1940 et 1941.

## Histoire de l'œuvre
Après le succès de sa musique de scène pour De Vliegende Hollander (Le Hollandais volant) en 1930, Matthijs Vermeulen avait retrouvé l'espoir et s'était remis à composer des symphonies : la troisième en 1939, la quatrième en 1940-1941, et la cinquième en 1944-1945.
La symphonie doit son titre à  la foi en une heureuse issue à la Seconde Guerre mondiale. « La satisfaction est proche mais non encore atteinte », écrit le compositeur dans sa description de la symphonie. L'usage de ce qu'il nomme la « polymélodie » y est particulièrement clair et intense. 
La symphonie Les Victoires est créée par l'Orchestre philharmonique de Rotterdam sous la direction d'Eduard Flipse le 30 septembre 1949. 
Son exécution dure à peu près une demi-heure.

## Discographie
- Orchestre philharmonique de La Haye dirigé par Ernest Bour en 1981 (Donemus).